# Der Staat
Der Staat ist eine 1962 gegründete interdisziplinäre, vierteljährlich erscheinende Fachzeitschrift für Staatslehre, Verfassungsgeschichte sowie deutsches und europäisches öffentliches Recht.
Sie richtet sich an Juristen, Historiker, Politikwissenschaftler, Soziologen, aber auch an Ökonomen, Philosophen und Theologen. Initiiert wurde Der Staat von den beiden Juristen Ernst-Wolfgang Böckenförde und Roman Schnur. Als Gründungsherausgeber fungierten der Münsteraner Rechtsphilosoph Hans J. Wolff, der Göttinger Staats- und Kirchenrechtler Werner Weber und der Marburger Verfassungshistoriker Gerhard Oestreich. Die Zeitschrift war personell dem Kreis um Carl Schmitt verbunden und profilierte sich so in ihren Anfangsjahren auch als Gegenpol zum Archiv des öffentlichen Rechts, das recht deutlich von Schülern Rudolf Smends geprägt war.
Herausgegeben wird Der Staat seit 2016 von Armin von Bogdandy, Rolf Grawert, Oliver Lepsius, Christoph Möllers, Fritz Ossenbühl, Walter Pauly (geschäftsführender Redakteur), Barbara Stollberg-Rilinger, Uwe Volkmann, Andreas Voßkuhle und Rainer Wahl. Die Zeitschrift erscheint vierteljährlich im Verlag Duncker & Humblot (Berlin) mit einer Auflage von 950 Exemplaren und ist seit 2008 auch online erhältlich.
Nach Verlagsangaben möchte die Zeitschrift ihren Gegenstand „nicht ahistorisch, sondern in seinem Gewordensein, seinen Entstehungs-, Bestands- und Entwicklungsbedingungen, seinen konkreten Leistungen und Gefährdungen, auch im Vergleich zum Staatsverständnis und Staatshandeln in anderen Ländern, heutzutage insbesondere im europäischen Kontext“ beschreiben und analysieren. Dabei sollen sowohl die „Grundlagen von heutiger Staatlichkeit“ untersucht als auch „konkrete und aktuelle Entwicklungen“ analysiert werden.
Als Beihefte werden u. a. die Tagungsbeiträge der Vereinigung für Verfassungsgeschichte herausgegeben.